# رابرت پن وارن
رابرت پن وارن (به انگلیسی: Robert Penn Warren) شاعر، منتقد ادبی، رمان‌نویس و نویسنده داستان‌های کوتاه آمریکایی بود. وی در اوایل دهه ۱۹۲۰ از اعضاء گروه فراری بود. رمان تمام مردان شاه وی که به بررسی اصول اخلاقی سیاسی می‌پردازد، برندهٔ جایزهٔ پولیتزر شد.

## سال‌های ابتدایی
وارن در گاتری، کنتاکی و در نزدیکی مرز ایالت تنسی ایالات متحده متولد شد و پدر و مادر او رابرت وارن و آنا پن بودند. اصالت خانوادهٔ مادر وارن به ایالت ویرجینیا برمی‌گشت و نام آن‌ها بر روی جامعه‌ای با نام فروشگاه پن در شهرستان پاتریک، ویرجینیا نهاده شده‌بود. این خانواده از نوادگان یکی از سربازان جنگ انقلاب آمریکا به نام کلنل آبرام پن بودند. رابرت پن وارن تحصیلات خود را در دبیرستان کلارک‌اسویل در کلارک‌اسویل، تنسی به پایان رساند و پس از آن در سال ۱۹۲۵ از دانشگاه وندربیلت (دریافت بالاترین افتخار از انجمن فی بتا کاپا) و سپس در سال ۱۹۲۶ از دانشگاه کالیفرنیا، برکلی فارغ‌التحصیل شد. وارن تحصیلات خود را از سال ۱۹۲۷ تا ۱۹۲۸ در دانشگاه ییل دنبال کرد و به عنوان دانش‌پژوه رودز در سال ۱۹۳۰ موفق به دریافت مدرک کارشناسی در رشتهٔ نویسندگی از نیو کالج، آکسفورد انگلستان شد. او همچنین در دوران حکومت بنیتو موسولینی، کمک‌هزینه گوگنهایم را برای تحصیل در ایتالیا دریافت کرد. در همان زمان وارن دوران تدریس خود را در کالج جنوب غربی ممفیس، تنسی، که امروزه با نام کالج رودز شناخته می‌شود، آغاز کرد.

## زندگی شخصی
اولین همسر رابرت پن وارن اما برشیا نام داشت. دومین همسر او، که مادر دو فرزند وارن نیز بود، النور کلارک نام داشت. نام دختر وی رزانا فلپس وارن (زادهٔ ۱۹۵۳) و نام پسر او گابریل پن وارن (زادهٔ ۱۹۵۵) بود. در زمان اشتغالش در دانشگاه ایالتی لوئیزیانا، وارن در منطقهٔ تویین اوکس در پرایریویل، لوئیزیانا، و در خانه‌ای که بعدها با نام خانه رابرت پن وارن به شهرت رسید، ساکن شد. رابرت پن وارن باقی سال‌های زندگی خودر را فیرفیلد، کنتیکت سپری کرد و در سال ۱۹۸۹ در خانهٔ تابستانی خود در استرتون، ورمونت بر اثر عوارض سرطان پروستات درگذشت. وی در استرتون، ورمونت دفن شد و به درخواست خودش یک سنگ یادبود در آرامگاه خانوادگی وارن در گاتری، کنتاکی نصب شده‌است.

## کتابشناسی

### رمان
- در دروازه بهشت (۱۹۴۳)
- تمام مردان شاه (۱۹۴۶)
- مکان و زمان کافی (۱۹۵۰)
- دسته فرشتگان (۱۹۵۵)
- سوار شب

### شعر
- تمام شاهان
- من بر جایی خواهم ایستاد
- سی و شش شعر (۱۹۳۶)
- یازده شعر (۱۹۴۲)
- شما، امپراتوران … (۱۹۶۰)
- صحرا